# چناق بلاغ (مشگین‌شهر)
چناق بلاغ یک منطقهٔ مسکونی در ایران است که در دهستان نقدی واقع شده‌است. براساس سرشماری مرکز آمار ایران در سال ۱۳۹۵، چناق بلاغ ۵۴ نفر جمعیت دارد.